# Талієсін (кратер)
Кратер Талієсін (англ. Craters Taliesin) — метеоритний кратер на Європі, супутнику Юпітера.

## Характеристики
Утворився на місці падіння на поверхню супутника Європа космічного метеорита, якого притягнув у свою орбіту масивний Юпітер. Внаслідок чого сформувався ударний кратер з діаметром 50 кілометрів. Центр кратера розташовано за координатами 22.8° пд. ш., та 138° зх. д.
Вперше про льодовий кратер довідалися в 1985 році, після дослідження поверхні супутника телескопами з Землі. Названий за іменем Талієсіна, першого, древнього, валлійського поета .